# Церква Воскресіння Христового (Воскресенськ)
Найстаріший храм міста Воскресенська Московської області який дав назву місту

## Історія
Село Воскресенське з дерев’яною церквою на честь Воскресіння Христового згадується у книгах за 1557 рік.
Цегляна церква будувалась з 1881 по 1898 рік за проектом архітектора Ніколая Маркова. Дзвіниця церкви була споруджена у 1909 році. Привезений дзвін селяни протягом кілометра несли на руках, а коли його встановили на дзвіницю слухали його вставши на коліна.
Окрім центрального престолу церква має ще дві каплиці – в честь Покрови Пресвятої Богородиці та в ім’я святих рівноапостольних жінок-мироносиць.
Церква Воскресіння Христового дала спочатку назву селу, згодом залізничній станції та селищу і місту Воскресенськ, які постали на місці однойменного села. 
У середині 1930-х років церкву зачинено та сплюндровано. За деякими відомостями її останнім священиком до 1937 року був Йоанн Успенський, якого в 1937 році розстріляли в Бутово.
З 1990 року почалось відновлення храму.

## Ікони та реліквії
У храмі є такі важливі ікони: Божої Матері «Умиленее», Божої Матері «Федорівська», святого мученика Йоана Воїна, святого Якова Ростовського, святої блаженної Матрони Московської.